# Italian International 2001
Die Italian International 2001 im Badminton fanden Mitte Dezember 2001 statt.

## Sieger und Platzierte
| Disziplin    | Gold                             | Silber                                | Bronze                             |
| ------------ | -------------------------------- | ------------------------------------- | ---------------------------------- |
| Herreneinzel | Li Yong Ying                     | Arnd Vetters                          | Sydney Lengagne                    |
| Herreneinzel | Li Yong Ying                     | Arnd Vetters                          | Andrew Smith                       |
| Dameneinzel  | Agnese Allegrini                 | Erika Stich                           | Verena Fastenbauer                 |
| Dameneinzel  | Agnese Allegrini                 | Erika Stich                           | Mesinee Mangkalakiri               |
| Herrendoppel | Arnd Vetters Franklin Wahab      | Tim Dettmann Michael Fuchs            | Matthias Becker Steffen Hornig     |
| Herrendoppel | Arnd Vetters Franklin Wahab      | Tim Dettmann Michael Fuchs            | Robert Georg Lukas Goliszewski     |
| Damendoppel  | Kathrin Hoffmann Jessica Willems | Agnese Allegrini Federica Panini      | Maria Kiebacher Silene Zoia        |
| Damendoppel  | Kathrin Hoffmann Jessica Willems | Agnese Allegrini Federica Panini      | Verena Fastenbauer Karina Lengauer |
| Mixed        | Franklin Wahab Jessica Willems   | Cristiano Bevilacqua Agnese Allegrini | Carlos Longo Laura Molina          |
| Mixed        | Franklin Wahab Jessica Willems   | Cristiano Bevilacqua Agnese Allegrini | Christian Bernhard Federica Panini |